# Przewodniczący rządu Madery
Urząd Przewodniczącego Rządu Regionalnego Madery został utworzony pod nadaniu regionowi autonomii w 1976.
| Osoba                          | Osoba                                   | Osoba                   | Kadencja                | Kadencja                | Partia polityczna          |                         |
| #                              | Imię i Nazwisko                         | Portret                 | Od                      | Do                      | Partia polityczna          |                         |
| Junta Regionalna (1976)        | Junta Regionalna (1976)                 | Junta Regionalna (1976) | Junta Regionalna (1976) | Junta Regionalna (1976) | Junta Regionalna (1976)    | Junta Regionalna (1976) |
| ------------------------------ | --------------------------------------- | ----------------------- | ----------------------- | ----------------------- | -------------------------- | ----------------------- |
| -                              | Carlos Manuel de Azeredo (1930-)        |                         | 20 lutego 1976          | 20 sierpnia 1976        | MFA                        |                         |
| -                              | Joaquim Miguel Duarte Silva (1924-2007) |                         | 20 sierpnia 1976        | 1 października 1976     | MFA                        |                         |
| Rząd regionalny (1976–obecnie) |                                         |                         |                         |                         |                            |                         |
| 1                              | Jaime Ornelas Camacho (1921-2016)       |                         | 1 października 1976     | 17 marca 1978           | Partia Socjaldemokratyczna |                         |
| 2                              | Alberto João Jardim (1943-)             |                         | 17 marca 1978           | 5 listopada 1980        | Partia Socjaldemokratyczna |                         |
| 2                              | Alberto João Jardim (1943-)             | 5 listopada 1980        | 12 listopada 1984       |                         | Partia Socjaldemokratyczna |                         |
| 2                              | Alberto João Jardim (1943-)             | 12 listopada 1984       | 9 listopada 1988        |                         | Partia Socjaldemokratyczna |                         |
| 2                              | Alberto João Jardim (1943-)             | 9 listopada 1988        | 11 listopada 1992       |                         | Partia Socjaldemokratyczna |                         |
| 2                              | Alberto João Jardim (1943-)             | 11 listopada 1992       | 11 listopada 1996       |                         | Partia Socjaldemokratyczna |                         |
| 2                              | Alberto João Jardim (1943-)             | 11 listopada 1996       | 14 listopada 2000       |                         | Partia Socjaldemokratyczna |                         |
| 2                              | Alberto João Jardim (1943-)             | 14 listopada 2000       | 16 listopada 2004       |                         | Partia Socjaldemokratyczna |                         |
| 2                              | Alberto João Jardim (1943-)             | 16 listopada 2004       | 19 czerwca 2007         |                         | Partia Socjaldemokratyczna |                         |
| 2                              | Alberto João Jardim (1943-)             | 19 czerwca 2007         | 9 listopada 2011        |                         | Partia Socjaldemokratyczna |                         |
| 2                              | Alberto João Jardim (1943-)             | 9 listopada 2011        | 20 kwietnia 2015        |                         | Partia Socjaldemokratyczna |                         |
| 3                              | Miguel Albuquerque (1961-)              |                         | 20 kwietnia 2015        | nadal                   | Partia Socjaldemokratyczna |                         |